# Arcozetes bicuspidatus
Arcozetes bicuspidatus är en kvalsterart som beskrevs av Hammer 1958. Arcozetes bicuspidatus ingår i släktet Arcozetes och familjen Ceratokalummidae. Inga underarter finns listade i Catalogue of Life.